# Death by Rock and Roll (singolo)
Death by Rock and Roll è un singolo della band statunitense The Pretty Reckless pubblicato il 15 maggio 2020 dalla Fearless Records.
Tale singolo è il primo estratto dall'omonimo album, pubblicato il 12 febbraio 2021.

## Il brano
Nella copertina del singolo si vede la leader della band Taylor Momsen, in sella ad una moto. Tale moto appartiene all'ex produttore del gruppo, Kato Khandwala, deceduto in un incidente in moto nel 2018. La cantante viene mostrata con una giacca di latex nera ed i capelli biondi che svolazzano in aria.
Ha raggiunto il 1º posto nella classifica Mainstream Rock Songs negli Stati Uniti ed il 1º posto nella classifica Canada Rock in Canada.

## Video musicale
Il video musicale lyric del singolo, con animazioni grafiche curate da Lucas David rappresentanti il tema della canzone, è stato pubblicato su YouTube il 18 giugno 2020.

## Tracce
1. The Pretty Reckless – Death by Rock and Roll – 3:55 (testo: Ben Phillips, Taylor Momsen)

## Classifiche
| Classifica (2020)                                    | Posizione massima |
| ---------------------------------------------------- | ----------------- |
| Canada (Billboard Canada Rock)                       | 1                 |
| Stati Uniti (Billboard Mainstream Rock)              | 1                 |
| Stati Uniti (Billboard Hot Rock & Alternative Songs) | 19                |

## Formazione
- Taylor Momsen – voce, chitarra
- Ben Phillips – chitarra, cori
- Mark Damon – basso
- Jamie Perkins – batteria